# Chrobry Głogów (football)
Pour la section handball du club, voir Chrobry Głogów.
Maillots
Dernière mise à jour : 27 novembre 2024.
La section football du Chrobry Głogów, club polonais omnisports, est fondée en 1946 et basée à Głogów, dans la voïvodie de Basse-Silésie. Son équipe principale, entraînée par Marek Golebiewski, prend part actuellement au championnat de Pologne de deuxième division, et reçoit ses adversaires au stade du Chrobry Głogów, enceinte pouvant accueillir jusqu'à 2 817 personnes.
La section appartient depuis 2011 à la société anonyme du Chrobry Głogów (Chrobry Głogów S.A), après avoir été l'une des entités du Międzyzakładowy Klub Sportowy Chrobry Głogów tout comme la section handball du Chrobry (jusqu'en 1998).

## Histoire

### Fondation et débuts
La section football du Chrobry Głogów est officiellement créée en 1946, et prend la suite d'une équipe amateur créée dans la ville auparavant. Elle prend alors le nom de Głogowski Klub Sportowy Energia.
Au fil des années, elle va fusionner avec de nombreuses équipes de Głogów, certaines liées à des industries de la ville, pour donner le Międzyzakładowy Klub Sportowy Chrobry Głogów, littéralement en français le club sportif inter-entreprises du Chrobry Głogów, le 17 janvier 1957.
Lors de la saison 1979-1980, elle se signale par une demi-finale de Coupe de Pologne, perdue sur le score de quatre buts à zéro contre le Legia Varsovie.

### Dernières années

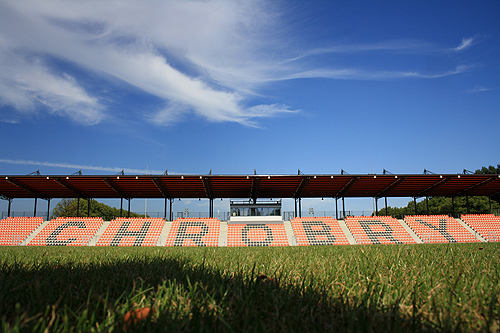
Le stade du Chrobry, en 2011.

Elle est actuellement membre de la deuxième division polonaise, qu'elle a rejoint pour la dernière fois en 2014.